# Лосіно
Лосіно (пол. Łosino) — село в Польщі, у гміні Кобильниця Слупського повіту Поморського воєводства.
Населення — 510 осіб (2011).
У 1975-1998 роках село належало до Слупського воєводства.

## Демографія
Демографічна структура станом на 31 березня 2011 року:
|          | Загалом | Допрацездатний вік | Працездатний вік | Постпрацездатний вік |
| -------- | ------- | ------------------ | ---------------- | -------------------- |
| Чоловіки | 252     | 59                 | 176              | 17                   |
| Жінки    | 258     | 49                 | 168              | 41                   |
| Разом    | 510     | 108                | 344              | 58                   |